# Famille Sigray
La famille Sigray de Alsósurány et Felsősurány (en hongrois : alsó- és felsősurányi Sigray család) était une famille aristocratique hongroise.